# Nomia mcgregori
Nomia mcgregori är en biart som beskrevs av Cockerell 1920. Nomia mcgregori ingår i släktet Nomia och familjen vägbin. Inga underarter finns listade i Catalogue of Life.